# Кара-Чыраа
Кара-Чыраа (тув. Кара Чыраа) — село в Сут-Хольского кожууне Республики Тыва. Административный центр и единственный населённый пункт Кара-Чыраанского сумона. Население 811 человек (2014)

## География
Село находится у р. Ак-Суг (она же Ак), к югу протекает р. Хемчик.
Кара-Чыраа примыкает с запада к улице Шык райцентра Суг-Аксы. В свою очередь, к селу административно относятся местечки (населённые пункты без статуса поселения): м. Алаак, м. Алдыы-Доргун, м. Дон-Ужу, м. Доргун, м. Дээрбе-Арыы, м. Кадыр-Арга, м. Кара-Суг, м. Кок-Чарык, м. Курттуг-Даш, м. Огород, м. Олен, м. Ооруг-Аксы, м. Сарыг-Хая, м. Тербе-Даш, м. Улуг-Одек, м. Устуу-Хову, м. Хол-Оожу, м. Хылдыг-Узук, м. Чалбак-Хараган, м. Чанагаш-Аксы, м. Чес-Булун.
Уличная сеть
Чылбак пер., Ынаажык пер., ул. Алаак, ул. Арат, ул. Механизация, ул. Новая.
Географическое положение
Расстояние до:
районного центра Суг-Аксы: 3 км.
столицы республики Кызыл: 219 км.
Ближайшие населенные пункты Ближайшие населенные пункты
Суг-Аксы 3 км, Кызыл-Тайга (Ак-Аксы) 7 км, Баян-Тала 8 км, Теве-Хая 10 км, Бора-Тайга 12 км, Ак-Даш 15 км, Чадан 23 км, Ийме 26 км, Алдан-Маадыр 27 км, Шеми 28 км
климат
Кара-Чыраа, как и весь Сут-Хольский кожуун, приравнен к районам Крайнего Севера.

## Население
| 2002 | 2010 | 2011 | 2012 | 2013 | 2014 | 2015 |
| ---- | ---- | ---- | ---- | ---- | ---- | ---- |
| 771  | ↗823 | ↘822 | ↘811 | ↗812 | ↘806 | ↘792 |
| 2016 | 2017 | 2018 | 2019 | 2020 | 2021 |      |
| ↘777 | ↗805 | ↗809 | ↘789 | ↘786 | ↗824 |      |

## Известные жители
В с. Кара-Чыраа Сут-Хольского района 6 сентября 1953 года родился Сергей Ынажыкович Ооржак, спортсмен, тренер, с 1990 по 2005 год — председатель (министр) Госкомспорта Тувы, кандидат педагогических наук
А также известная писательница Екатерина Танова.

## Инфраструктура
отделение почтовой связи Кара-Чыраа (ул. Алдан-Маадырская , 61)
образование
Кара-Чыраанская средняя общеобразовательная школа
детсады «Челээш», «Херел»
сельское хозяйство
приусадебные участки
Разведение овец и коз: СХК «ШААНАК»
Выращивание зерновых и зернобобовых культур: АКХ НАЗЫН, СПК «САЙЗЫРАЛ»
культура, спорт
Стадион имени А. Ондара
Сельский клуб
Дом культуры «Монгуш Дарый»
административная деятельность
Администрация села Кара-Чыраа
Администрация Кара-Чыраанского сумона (улица Арат, 27)

## Транспорт
Автодорога местного значения 93Н-14.